# Centro de Convivência de Afásicos
O Centro de Convivência de Afásicos (CCA) é um espaço de interação entre sujeitos afásicos e não afásicos, localizado no Instituto de Estudos da Linguagem da Universidade Estadual de Campinas. Criado em 1989, o CCA é resultado de uma ação conjunta entre o Departamento  de Linguística e do Departamento de Neurologia da Unicamp e é ligado à Unidade de Neuropsicologia e Neurolinguística (UNNE) As atividades realizadas no centro procuram garantir efeitos tanto terapêuticos quanto sociais, através de experiências interacionais e sociocognitivas baseadas no cotidiano do afásico. Os trabalhos desenvolvidos muitas vezes compreendem estudos linguísticos visando a observação dos sujeitos durante a interação.  